# Cvetanka Christovová
Cvetanka Minčeva Christovová (bulharsky Цветанка Павлова Христова; 14. března 1962, Kazanlak – 14. listopadu 2008, tamtéž) byla bulharská sportovkyně, atletka, mistryně světa a mistryně Evropy v hodu diskem.

## Kariéra
V roce 1979 brala bronz na juniorském mistrovství Evropy v polské Bydhošti.

### Olympijské hry
V roce 1988 vybojovala na letních olympijských hrách v jihokorejském Soulu výkonem 69,74 m bronzovou medaili. Na stupních vítězů doplnila dvě východoněmecké diskařky Dianu Ganskyovou (stříbro) a Martinu Hellmannovou (zlato). O čtyři roky později na olympiádě v Barceloně získala stříbro (67,78 m). Zlato vybojovala Kubánka Maritza Marténová, která jako jediná přehodila sedmdesátimetrovou hranici. Reprezentovala také na letních olympijských hrách 2004 v Athénách, kde skončila v kvalifikaci na posledním místě.

## Smrt
Zemřela 14. listopadu 2008 na rakovinu. Spolu s trenérem Petkom Rachmanlijevem byla prohlášena čestnou občankou města Kazanlak.